# Suji-gu
Suji-gu es uno de los tres distritos de la ciudad de Yongin, Corea del Sur. Se encuentra unos 29 km al sur de Seúl.

## Administración
- Dongcheon-dong (동천동)
  - Gogi-dong (고기동)
- Jukjeon 1- and 2-dong (죽전동)
- Pungdeokcheon 1- and 2-dong (풍덕천동)
- Sanghyeon 1- and 2-dong (상현동)
- Seongbok-dong (성복동)
- Sinbong-dong (신봉동)